# Skultuna
Skultuna est une localité de Suède de 3 249 habitants située dans la commune de Västerås à 13 km au nord de Västerås.